# L'aigle vole au soleil
Pour plus de détails, voir Fiche technique et Distribution.
L'aigle vole au soleil (titre original : The Wings of Eagles) est un film américain réalisé par John Ford, sorti en 1957, retraçant l'histoire authentique de l'aviateur américain Frank Wead.

## Synopsis
En 1919, Frank Wead, pilote et jeune officier de l'US Navy, a compris l'importance de développer l'aéronautique navale américaine. Il se heurte à l'incompréhension de ses supérieurs, mais, à force d'efforts, il parvient à faire valoir sa cause. Blessé dans une chute, il reste paralysé, et devient écrivain et scénariste. Après l'attaque de Pearl Harbor, Wead reprend du service et participe activement à la création d'un nouveau type de porte-avion d’escorte construit à partir de navire du commerce  et approvisionnant les porte-avions pour remplacer rapidement les aéronefs endommagés ou détruits.

## Fiche technique
- Titre : L'aigle vole au soleil
- Titre original : The Wings of Eagles
- Réalisation : John Ford
- Scénario : Frank Fenton et William Wister Haines (en) d'après les mémoires du commandant Frank Wead
- Musique : Jeff Alexander
- Direction artistique : Malcolm Brown et William A. Horning
- Décorateur de plateau : F. Keogh Gleason et Edwin B. Willis
- Photographie : Paul Vogel
- Montage : Gene Ruggiero
- Costumes : Walter Plunkett
- Production : Charles Schnee et James E. Newcom (producteur associé)
- Société de production : MGM
- Distribution : MGM
- Pays de production : États-Unis
- Genre : Drame, Biographie
- Format : Couleur Metrocolor - Son : Mono (Westrex Recording System)/Perspecta Stereo
- Durée : 110 minutes
- Dates de sortie : 
  - États-Unis : 22 février 1957
  - France : 11 octobre 1957

## Distribution
- John Wayne (VF : William Sabatier) : Frank W. 'Spig' Wead
- Maureen O'Hara (VF : Jacqueline Porel) : Min Wead
- Dan Dailey (VF : Michel Roux) : Carson
- Ward Bond (VF : André Valmy) : John Dodge
- Ken Curtis (VF : Michel Gudin) : John Dale Price
- Edmund Lowe (VF : Louis Arbessier) : Amiral Moffett
- Kenneth Tobey (VF : Jean Berton) : Capitaine Herbert Allen Hazard
- James Todd (VF : Henri Crémieux) : Jack Travis
- Barry Kelley (VF : Émile Duard) : Capitaine Jock Clark
- Sig Ruman : Administrateur
- Henry O'Neill (VF : Jacques Berlioz) : Capitaine Spear
- Willis Bouchey : Barton
- Dorothy Jordan : Rose Brentmann

Et, parmi les acteurs non crédités :
- William Henry : une ordonnance navale
- Louis Jean Heydt : Dr John Keye
- Stuart Holmes (VF : Jean Brochard) : Producteur
- Alberto Morin : Administrateur
- Charles Trowbridge (VF : Richard Francœur) : Crown, administrateur
- Peter Julien Ortiz